# Silício policristalino

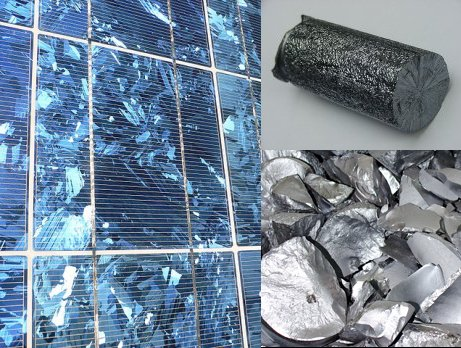
Lado esquerdo: Células solares feitas de silício cristalino Lado direito: vara de polisilício (cima) e pedaços (inferior)

Silício policristalino, também chamado polisilício, é um material que consiste em pequenos cristais de silício.  Diferencia-se do silício monocristalino, utilizado em electrónica e células solares, e do silício amorfo, que se utiliza para os dispositivos de filme fino e outras células solares.

## Comparação com o monocristalino
No silício de cristal único, o marco cristalino é homogêneo, podendo ser reconhecido por uma coloração inclusive externa. No silício de cristal único, também chamado monocristalino, a rede cristalina de toda a amostra é contínua e ininterrupta sem limites de grão.  Os cristais individuais grandes são extremamente raros na natureza e também podem ser difíceis de produzir no laboratório (veja também a recristalização). Em mudança, numa estrutura amorfa a ordem nas posições atómicas limita-se à curta distância.
As fases policristalinas e paracristalinas compõem-se de um número de cristais mais pequenos ou cristalitos. O silício policristalino (ou silício semicristalino, polisilício, poli-Si, ou simplesmente "poli") é um material que consta de múltiplos pequenos cristais de silício.  As células policristalinas podem-se reconhecer por um grão visível, um "efeito de escamas metálicas".  O silício policristalino de grau semicondutor (também o de grau solar) se converte a silício  "monocristalino" - o que significa que as cristalitos associadas ao atingir o  silício no "silício policristalino", se convertem num grande cristal "único".  O silício monocristalino utiliza-se para a fabricação da maioria de dispositivos microelectrónicos baseados em silício.  O silício policristalino pode ser quando muito um 99,9999% puro. O poli ultra-puro utiliza-se na indústria semicondutora, a partir de varetas de poli que são dois a três metros de comprimento.  Na indústria microelectrónica (indústria de semicondutores), o poli utiliza-se tanto no nível de macro-escala, como no de micro-escala (componente). Os monocristales cultivam-se mediante o processo de Czochralski, a zona flutuante e técnicas de Bridgman.